# USS Abraham Lincoln (SSBN-602)
USS Abraham Lincoln (SSBN-602) – amerykański okręt podwodny z napędem atomowym typu George Washington. W czasie swojej służby w amerykańskiej marynarce wojennej w latach 1961-1981 jednostka ta przenosiła 16 pocisków balistycznych SLBM typu Polaris - kolejno Polaris A-1  i Polaris A-3.
USS "Abraham Lincoln" (SSBN-602) był piątą jednostką pierwszego typu amerykańskich strategicznych okrętów podwodnych, zbudowanego w ramach programu Fleet Ballistic Missile "41 for Freedom".